# Finnmarksvidda
Finnmarksvidda (samiska: Finnmárkkoduottar) är en fjällvidd i Finnmark fylke i nordligaste Norge. Namnet används vanligtvis om området söder om Gáisene, mellan Kvænangen och Nordreisa i väst och Tana älv i öst. I sydväst, söder och öster avgränsas det av Finland. 36 % av Finnmark fylke utgörs av Finnmarksvidda. Området är en del av det samiska kärnområdet.
Finnmarksvidda ligger cirka 300–500 meter över havet, med låga kullar, björkskog, myrar, sjöar och vattendrag. Berggrunden består av prekambriska bergarter. Det platta landskapet ger grunda insjöar och låg sluttning på älvarna, som breder ut sig i många förgreningar. Den största insjön är Iešjávri, som ligger centralt på vidden. I sydöst ligger nationalparken Anárjohka nationalpark. På vidden finns flera fotvandringsleder och ett stort antal turist- och fjällstugor.
Finnmarksvidda är Norges kallaste område vintertid, då temperaturen kan sjunka ner till −40 °C. Köldrekordet är på −51,4 ºC.